# B-52 trong Chiến tranh Việt Nam

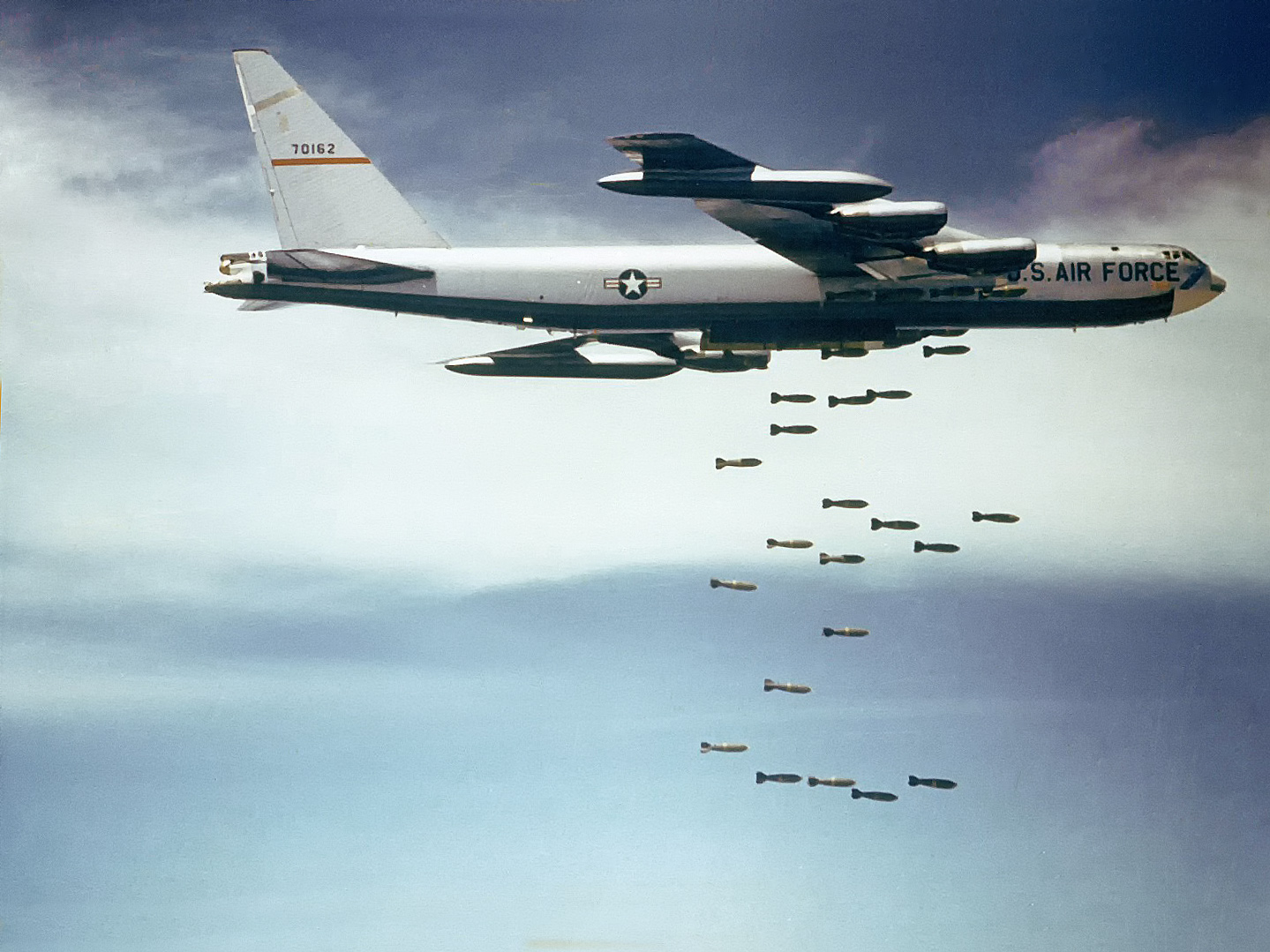
Pháo đài bay B-52 của Không lực Hoa Kỳ

Máy bay B-52 là loại máy bay ném bom chiến lược hạng nặng, tầm xa, rất nổi tiếng của Không quân Hoa Kỳ, do hãng Boeing sản xuất từ năm 1954. B-52 có thể mang vũ khí hạt nhân và vũ khí thông thường và có thể tham gia trong các loại chiến tranh thế giới tổng lực và chiến tranh khu vực. Lần đầu tiên B-52 tham chiến là tại Chiến tranh Việt Nam và được nổi tiếng với uy lực ném bom rải thảm tàn phá ghê gớm của nó. Cũng tại Chiến tranh Việt Nam, B-52 lần đầu tiên bị bắn hạ bằng tên lửa phòng không SAM-2 do Liên Xô cung cấp. Các thông tin chính thức của Việt Nam Dân chủ Cộng hòa cho rằng 3 chiếc B-52 cũng đã bị máy bay tiêm kích MiG-21 của Việt Nam, do các phi công Vũ Đình Rạng, Vũ Xuân Thiều và Phạm Tuân điều khiển, bắn rơi trong cuộc chiến tranh này.
Cho đến nay máy bay ném bom B-52 vẫn là máy bay ném bom chủ lực của lực lượng không quân chiến lược Hoa Kỳ. Lực lượng không quân chiến lược là một trong ba nền tảng trụ cột của sức mạnh quân sự Hoa Kỳ đó là tên lửa hạt nhân chiến lược, tàu ngầm mang đầu đạn hạt nhân và không quân chiến lược. Lực lượng này cũng được nhiều người xem là "con át chủ bài" trong các cuộc chiến tranh thông thường mà quân đội Hoa Kỳ có tham gia.

## Lịch sử
- Mẫu thử nghiệm đầu tiên: ngày 28 tháng 11 năm 1951
- Trang bị cho không quân chiến lược Mỹ: 1955
- Từ năm 1955 đến năm 1961 cải tiến 8 lần
- Ném bom lần đầu tiên:
  - ở Nam Việt Nam ngày 18 tháng 6 năm 1965 tại Bến Cát, tây bắc Sài Gòn
  - ở Bắc Việt Nam ngày 12 tháng 4 năm 1966 ở đèo Mụ Giạ, Quảng Bình
- Từ tháng 6 năm 1965 đến tháng 8 năm 1973 đã dùng ở Đông Dương trên 120.000 lần-chiếc, ném khoảng hơn 3 triệu tấn bom. Là phương tiện chủ yếu tiến hành cuộc tập kích đường không chiến lược của không quân Mỹ vào Hà Nội và Hải Phòng từ 18 đến 30 tháng 12 năm 1972
- Sau Chiến tranh Việt Nam, B-52 liên tục được cải tiến, sử dụng trong Chiến tranh vùng Vịnh năm 1990 và 1991, Chiến tranh tại Nam Tư năm 1999, Afghanistan năm 2001.

## Tính năng kỹ thuật
- Sải cánh 56,39 m
- Dài 40,05 m
- Cao 12,4 m
- 8 động cơ
- Khối lượng cất cánh tối đa 221,35 tấn
- Tầm bay: B-52G - tới 12.000 m, B-52H - tới 16.000 m so với mặt đất
- Bay ở độ cao 15 km so với mặt biển
- Kíp bay 6 người
- Mang tới 30 tấn bom

## Trang bị
- Pháo chống tiêm kích: B-52 có pháo đằng đuôi do một hạ sĩ quan phụ trách thường chỉ để duy trì tác dụng tâm lý còn B-52 luôn được các toán máy bay tiêm kích hộ tống rất cẩn thận chống lại máy bay tiêm kích của đối phương.
- Bom: tải trọng bom tối đa 30 tấn. Để thích hợp cho nhiệm vụ ném bom rải thảm trong chiến tranh thông thường máy bay cần mang được rất nhiều bom các máy bay B-52 được cải tiến mở rộng phần khoang chứa bom. Một máy bay B-52 có thể mang tối đa là 108 quả bom 500 pound (227 kg) trong đó 24 quả treo tại giá ngoài và 84 quả trong khoang, hoặc nếu mang bom 750 pound thì số bom tối đa là 66 quả trong đó giá ngoài 24 quả, trong khoang 42 quả.
- Tên lửa: Sau Chiến tranh Việt Nam, Hoa Kỳ dần dần không sử dụng B-52 vào mục đích ném bom nữa mà chuyển sang trang bị tên lửa hành trình, B-52 phóng tên lửa hành trình từ xa vào các mục tiêu của đối phương như trong Chiến tranh Iraq, Chiến tranh Kosovo. Với phương án vũ trang như vậy chỉ thích hợp cho chiến tranh hạt nhân (tên lửa hành trình mang đầu đạn hạt nhân) hoặc chiến tranh thông thường với mục đích để chống các mục tiêu đơn lẻ, chính xác cao, giá trị cao (tên lửa hành trình đầu đạn thông thường) mà không còn hiệu quả hủy diệt gây tâm lý choáng váng, hoảng loạn của ném bom rải thảm nữa.
- Tên lửa nhử mồi: B-52 thường được trang bị 6-8 quả tên lửa nhử mồi chống tên lửa đất đối không và không đối không của đối phương. Khi phát hiện thấy tên lửa của đối phương bắn về phía mình máy bay phóng ra loại tên lửa này để thu hút tên lửa địch.
- Máy gây nhiễu điện tử: mỗi máy bay có từ 9 đến 15 máy do một sĩ quan điện tử phụ trách, trong thời gian Chiến tranh Việt Nam người sĩ quan điện tử này thường có quân hàm cao nhất trong nhóm 6 phi công và có vai trò quan trọng nhất trong việc đảm bảo an toàn của máy bay. Máy gây nhiễu có hai loại: máy gây nhiễu thụ động và máy gây nhiễu chủ động. Máy gây nhiễu thụ động là các máy rải các đám mây kim loại là các mảnh giấy kim loại mỏng nhẹ bay lơ lửng trong không gian, sóng điện từ của radar đối phương gặp đám mây nhiễu kim loại sẽ phản xạ gây ra các chấm trắng nhỏ li ti nhấp nháy trên màn hình của radar đối phương làm che lấp và lẫn tín hiệu mục tiêu thực. Việc gây nhiêu thụ động còn được cả các máy bay chiến thuật đi kèm bay rải nhiễu trước khi B-52 bay vào tạo thành một hành lang nhiễu dày đặc che chắn cho B-52. Máy gây nhiễu chủ động là các máy thu phát sóng điện từ công suất cao để phát các sóng điện từ có tần số trùng với tần số của sóng radar đối phương làm cho màn hình radar bắt mục tiêu và radar điều khiển tên lửa của đối phương bị chiếu sáng loá với hiệu ứng như bị chiếu đèn pha vào mắt. Các máy gây nhiễu chủ động sẽ tự động thu và phân tích tần số sóng radar của địch. Sĩ quan điện tử sẽ quyết định phát tần số sóng nào để trấn áp sóng radar của phòng không đối phương. Ngoài ra trong đội hình máy bay đi kèm thường có nhiều máy bay tác chiến điện tử chuyên dụng để gây nhiễu chủ động, trong thời gian Chiến tranh Việt Nam đó là các máy bay EB-66.
- Các thiết bị liên lạc, dẫn đường và radar chuyên dụng.

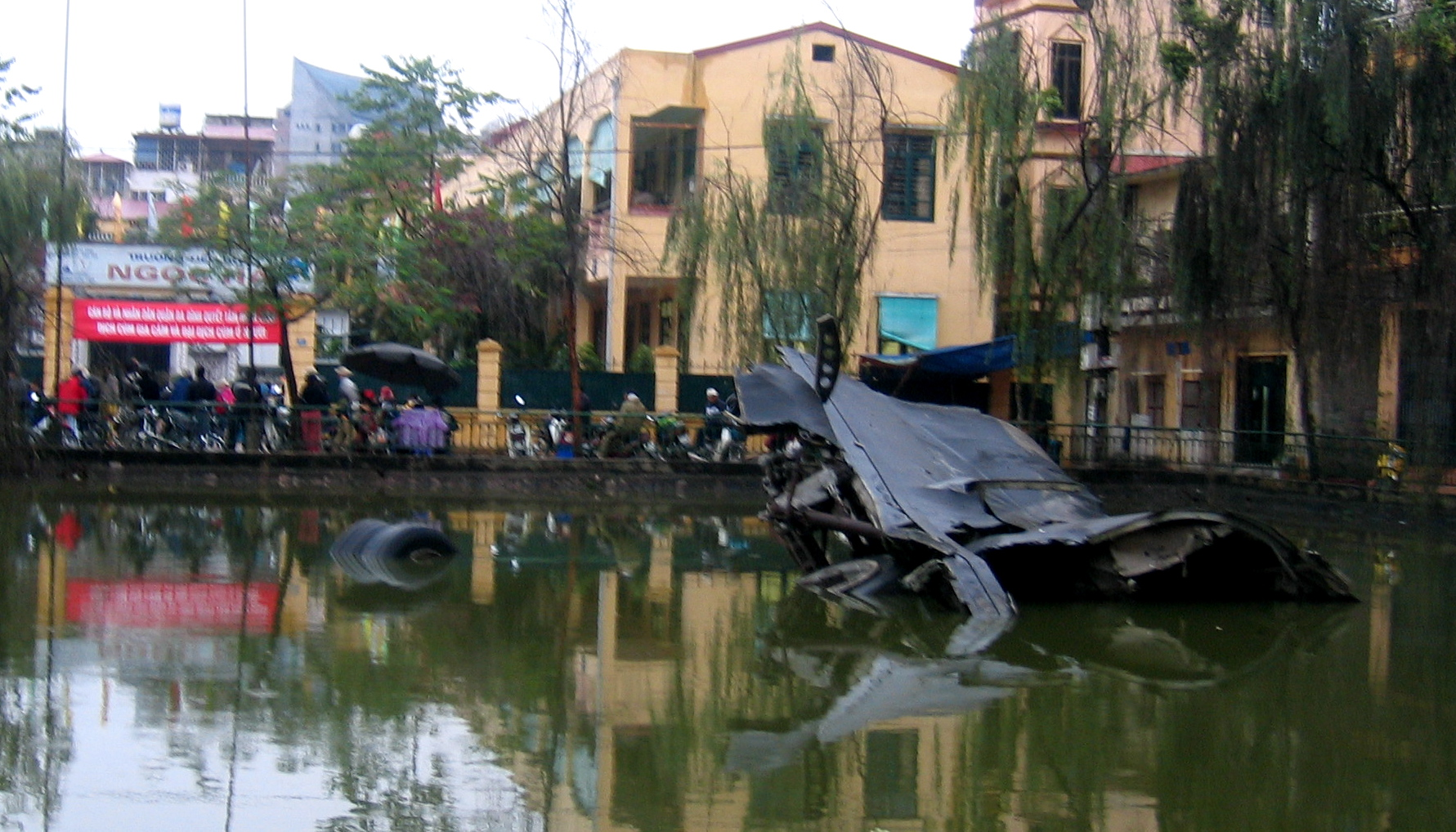
Xác B-52 bị bắn rơi tại Hồ Hữu Tiệp (Ngọc Hà, Hà Nội)

Lần đầu tiên máy bay B-52 tham chiến là tại Chiến tranh Việt Nam, và tại đây nó đã thể hiện được sức tàn phá rất ghê gớm của nó. Trong một phi vụ oanh tạc máy bay B-52 thường đi thành nhóm ba chiếc theo đội hình mũi tên, trên độ cao 9–10 km và ném khoảng gần 100 tấn bom với mật độ dày đặc xuống một khu vực khoảng 2,5 km². Nếu một quả bom tiêu chuẩn là 500 lb (gần 250 kg) thì mật độ bom rơi là khoảng 130 quả trên 1 km², tức là khoảng cách trung bình giữa hai hố bom cạnh nhau là khoảng 80 mét. Với mật độ ném bom cao như vậy xác suất hủy diệt trong bãi bom B-52 sẽ là cực cao.
Không quân Hoa Kỳ đã dùng B-52 để ném bom rải thảm dọn đường, ném bom tạo bãi đáp đổ quân cho các cuộc hành quân của kỵ binh bay, đánh vào các khu nghi ngờ tập trung quân và vào các khu hậu cần kho tàng của Quân đội Nhân dân Việt Nam và Quân Giải phóng Miền Nam Việt Nam và đã gây ra tàn phá rất lớn, gây cảm giác tâm lý rất ghê sợ trong hàng ngũ đối phương và những người đã từng trải qua các trận bom B-52.
Sức tàn phá to lớn của B-52 được thể hiện rõ nhất ở trận Khe Sanh: đầu năm 1968 khi quân đội Nhân dân Việt Nam định dùng hai sư đoàn lập trận địa bao vây để tiêu diệt căn cứ tiền tiêu của vài tiểu đoàn lính thủy đánh bộ Mỹ tại miền núi phía tây tỉnh Quảng Trị để lập lại một Điện Biên Phủ mới. Nếu Khe Sanh thất thủ sẽ có một tiếng vang chính trị, quân sự rất bất lợi cho chính phủ Mỹ. Tại đây, máy bay B-52 đã liên tục ném số lượng bom cực lớn vào các trận địa bao vây của Quân đội Nhân dân Việt Nam (khoảng 100.000 tấn bom trong chưa đầy 3 tháng) và đã gây ra tỷ lệ thương vong rất lớn. Loại máy bay này là vũ khí quyết định để Khe Sanh đứng vững. Bởi các trận ném bom cày xới của B-52, Quân đội Nhân dân Việt Nam không thể đánh dứt điểm tiêu diệt Khe Sanh mà chỉ có thể bao vây tiêu hao quân Mỹ bằng pháo kích. Khi vòng vây của Quân đội Nhân dân Việt Nam được rút bỏ, quân Mỹ đếm thấy 1.600 xác đối phương trong các hầm hố, chiến hào đổ sập trên các triền núi và cánh rừng gần Khe Sanh và theo Mỹ ước tính, số người chết hoặc bị thương của quân đội Nhân dân Việt Nam trong trận bao vây này là khoảng 1 vạn người, một phần khá lớn là do bom B-52 gây ra.
Chỉ riêng chung quanh Sài Gòn - Gia Định, trong vòng chín ngày đầu tháng 6-1968, "máy bay B-52 đã thực hiện 166 phi vụ" (Hãng tin AP, ngày 21-6-1968). Để hiểu rõ hơn mức độ tàn phá của bom B-52 rải thảm, tờ Thời báo New York, ngày 26-8-1968 viết: "Mỗi chiếc B52 có đủ bom để trải xuống thành một hình chữ nhật dài 1.000 mét, ngang 100 mét. Thấy kết quả khả quan nên số phi vụ B-52 tại miền nam Việt Nam được thực hiện ngày một tăng, trong nửa cuối năm 1965, số phi vụ hàng tuần là 100; đầu năm 1967, mỗi tuần có 186 phi vụ và đến tháng 8-1968 thì mỗi tuần có 350 phi vụ". Ngay từ tháng 6-1968, tướng Mỹ C. Abram - người thay William Westmoreland làm Tư lệnh Bộ Chỉ huy quân Mỹ tại Sài Gòn, tuyên bố: "Sẽ cho B52 ném thật nhiều bom đến mức (...) chỉ cần phái một đội tuần tra không vũ trang đi xa với những quyển sổ tay để ghi kết quả". Nhưng Tạp chí Tin Mỹ và Thế giới, ngày 1-4-1968 cho rằng, việc ném bom và pháo kích bừa bãi của Mỹ có thể sẽ làm người Việt Nam thêm căm phẫn, và "đẻ ra nhiều Việt cộng hơn là giết họ".
Phía Hoa Kỳ đã sử dụng rất rộng rãi máy bay này trên chiến trường Nam Việt Nam, Lào, Campuchia, trên đường mòn Hồ Chí Minh và cực nam Miền Bắc Việt Nam tại khu vực tỉnh Quảng Bình, Vĩnh Linh là nơi đối phương không có phương tiện phòng không để đối chọi với loại máy bay này và tên "B-52" liên tưởng đến sự chết chóc, hủy diệt ghê gớm và được coi là vũ khí hủy diệt ghê gớm nhất của Mỹ trong Chiến tranh Việt Nam.

### B-52 trongChiến dịch Linebacker II
Cuối năm 1972, từ ngày 18 tháng 12 đến ngày 30 tháng 12, Sau khi hội nghị Paris đổ vỡ, Quân đội Hoa Kỳ đã huy động lực lượng không quân chiến lược (SAC – Strategic Air Command) vào cuộc tập kích đường không lớn vào Hà Nội, Hải Phòng, Thái Nguyên. Đây là chiến dịch tập kích đường không lớn nhất trong Chiến tranh Việt Nam mà lực lượng nòng cốt là 200 trong tổng số 400 chiếc máy bay ném bom B-52 của Hoa Kỳ (50% lực lượng B-52 của không quân Mỹ) kết hợp với khoảng 1.000 chiếc máy bay chiến thuật của Không quân và Hải quân Mỹ triển khai tại khu vực châu Á – Thái Bình Dương (30% lực lượng không quân chiến thuật của Mỹ). Cuộc tập kích được phía Mỹ gọi là cuộc tập kích Linebacker II.
Phía Mỹ đặt trọng tâm chiến dịch này vào các cuộc tập kích của máy bay B-52 vào ban đêm, còn ban ngày là các máy bay chiến thuật tập kích liên tục với cường độ cao vào các trận địa tên lửa và các sân bay của không quân tiêm kích Quân đội Nhân dân Việt Nam. Phía Mỹ cho rằng đối thủ chính của B-52 là các máy bay tiêm kích MiG-21 của Bắc Việt Nam nên tập trung đánh phá rất mạnh các sân bay trấn áp các loại radar dẫn đường và radar của máy bay tiêm kích. Việc B-52 đánh vào ban đêm cũng là để hạn chế không quân tiêm kích quan sát thấy máy bay B-52 bằng mắt. Theo quan điểm của không quân Mỹ với cường độ gây nhiễu chủ động và nhiễu thụ động đậm đặc thì lực lượng tên lửa phòng không của Quân đội Nhân dân Việt Nam không đáng ngại vì không thể đánh trúng được các máy bay B-52.
Phía Quân đội Nhân dân Việt Nam thì xác định tên lửa phòng không là vũ khí chủ lực để chống lại máy bay B-52 của đối phương. Ngay từ những tháng trước đó đặc biệt sau sự kiện 16 tháng 4 năm 1972 khi Hoa Kỳ đưa máy bay B-52 đánh phá Hải Phòng mà lực lượng phòng không không làm gì được, Bộ Tổng tham mưu Quân đội Nhân dân Việt Nam đã ra chỉ thị cho quân chủng Phòng không – không quân phải tìm ra bằng được phương thức thích hợp chống lại thủ đoạn gây nhiễu của máy bay B-52 và phải bắn hạ bằng được loại máy bay này. Các lãnh đạo Việt Nam Dân chủ Cộng hòa cũng nhận định: với diễn biến chính trị và ngoại giao phức tạp lúc đó rất nhiều khả năng Không quân Hoa Kỳ sẽ dùng B-52 đánh phá Hà Nội, Hải Phòng.

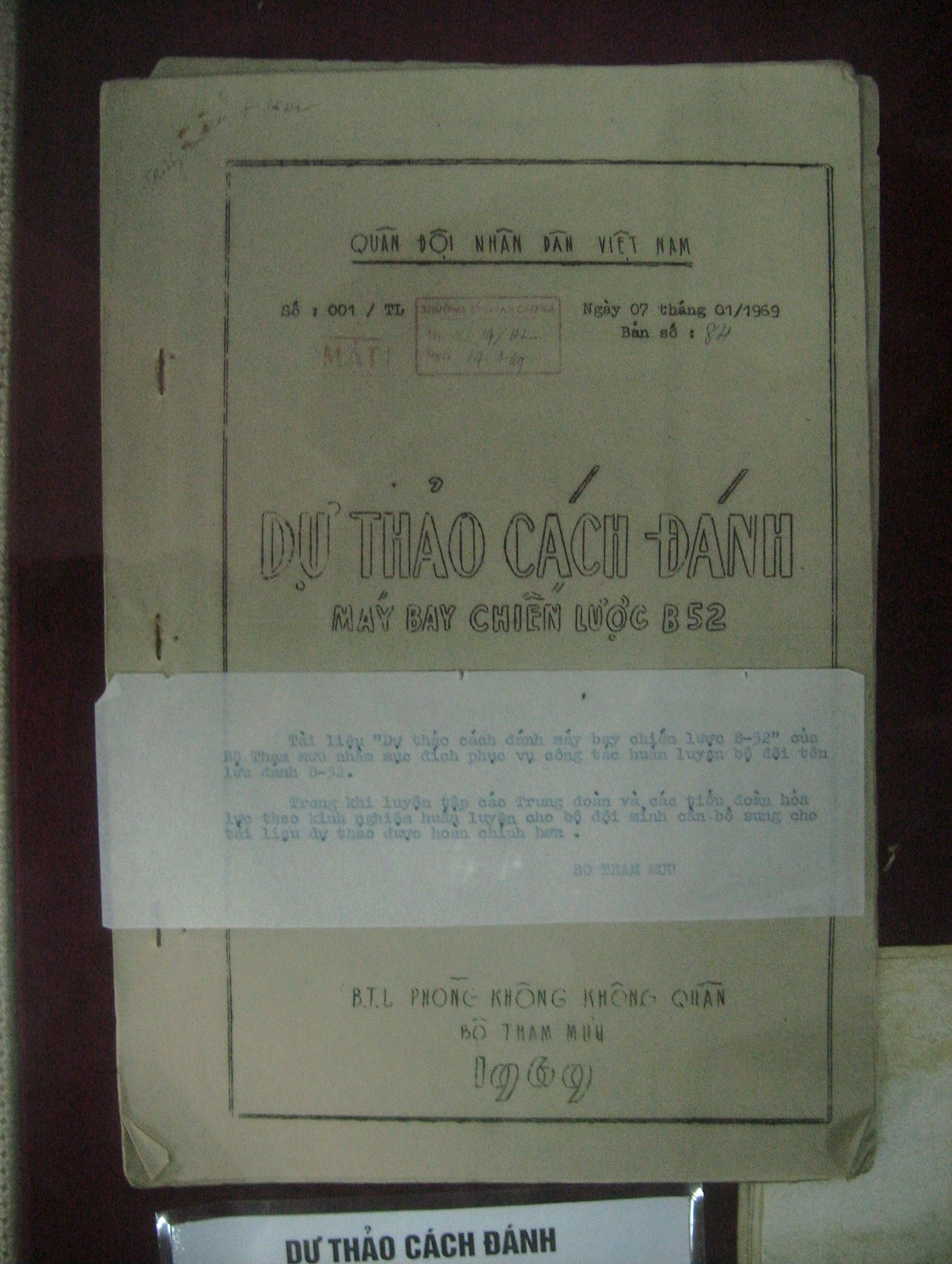
Bản "Dự thảo cách đánh máy bay chiến lược B52", 1969.

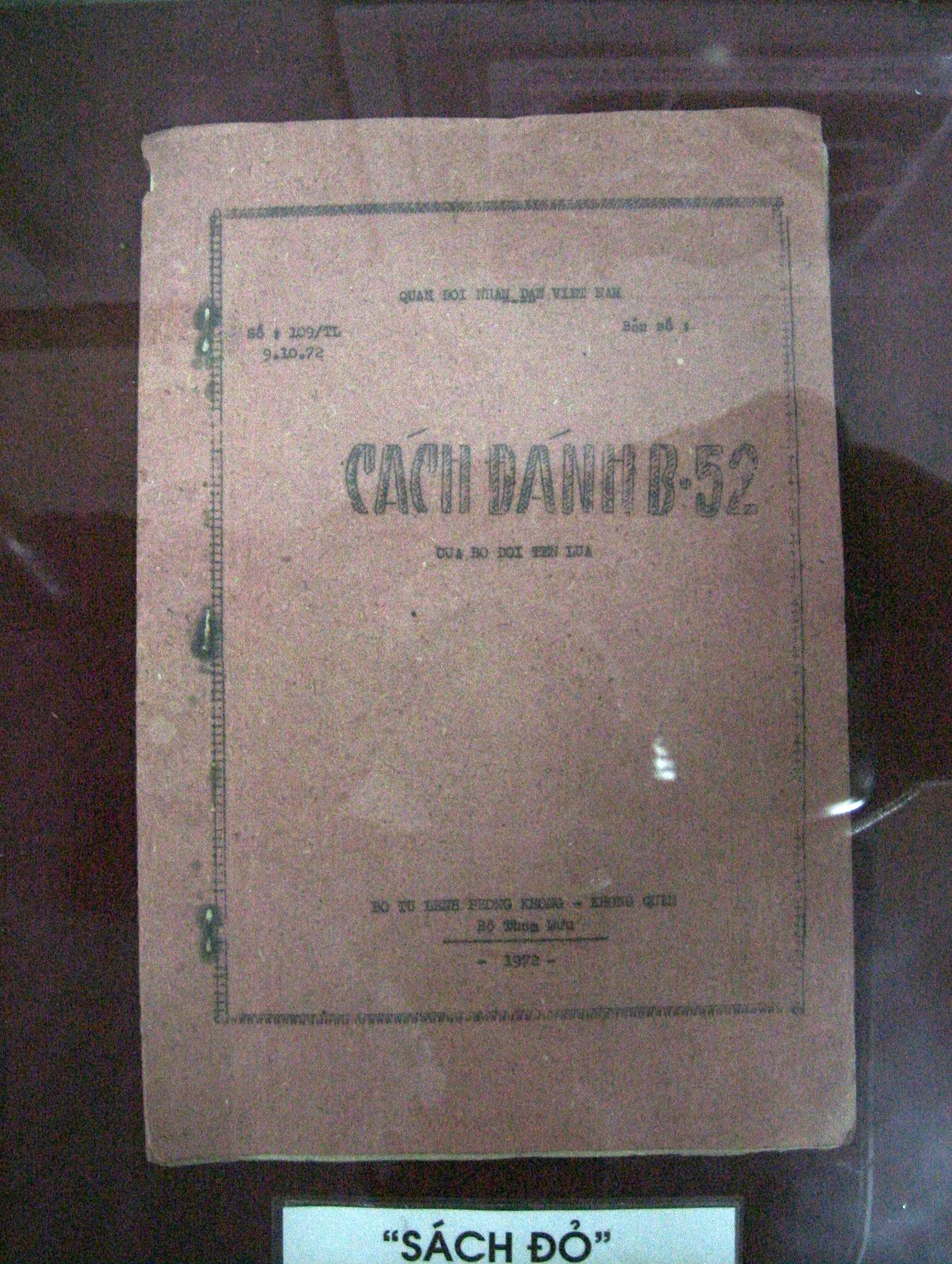
Cẩm nang bìa đỏ "Cách đánh máy bay B-52 của bộ đội tên lửa", 1972.

Trong năm 1972, sau ngày 16 tháng 4, Hoa Kỳ ném bom hạn chế Bắc Việt Nam từ vĩ tuyến 20 trở vào, Bộ Tổng tư lệnh Quân đội Nhân dân Việt Nam đã chỉ thị cho Sư đoàn Phòng không 361 bảo vệ Hà Nội lần lượt đưa 1 đến 2 trung đoàn tên lửa vào đường Trường Sơn để tiếp xúc với B-52, nghiên cứu mức độ gây nhiễu điện tử của B-52. Các đơn vị tên lửa sau khi vào Trường Sơn và Bắc Quảng Trị đã tổng hợp các ghi nhận về chiến thuật chống B-52 của tên lửa phòng không SAM-2. Các ghi nhận này đã được cơ quan tham mưu Quân chủng Phòng không - Không quân của Quân đội Nhân dân Việt Nam đúc kết thành cuốn "cẩm nang bìa đỏ" rất nổi tiếng sau này của quân chủng. Cuốn cẩm nang này vào tháng 10 năm 1972 được tổng kết và phát xuống cho tất cả các tiểu đoàn tên lửa để nghiên cứu luyện tập phương án đánh B-52.
Cuốn "cẩm nang bìa đỏ" này chỉ rõ:
- Tuy không quân địch gây nhiễu dày đặc nhưng trong mớ hỗn loạn các loại tín hiệu nhiễu trên màn hiện sóng, B-52 không phải là hoàn toàn vô hình nếu tinh mắt vẫn có thể phát hiện được mục tiêu B-52 một cách gián tiếp đó là các đám nhiễu tín hiệu mịn trôi dần theo tốc độ di chuyển của B-52. Tuy các đám nhiễu này kích thước to không hiển thị rõ rệt để có thể xác định mục tiêu chính xác và điều khiển tên lửa chính xác nhưng cẩm nang đã đề ra biện pháp bắn theo xác suất: bắn một loạt các quả đạn tên lửa vào đám nhiễu theo cự ly giãn cách nhất định sẽ có xác suất tiêu diệt mục tiêu khá cao, phương án bắn xác suất này được "cẩm nang" gọi là "phương án P".
- Đồng thời "cẩm nang" cũng chỉ ra khi mục tiêu B-52 đi thẳng vào đài phát cường độ nhiễu sẽ tăng lên nhưng tín hiệu mục tiêu sẽ tăng mạnh hơn, mục tiêu sẽ hiển thị khá rõ nét, đây là thời cơ có thể bắn điều khiển tên lửa chính xác theo "phương án T" khi đó chỉ cần 1 đến 2 quả tên lửa B-52 sẽ phải rơi tại chỗ.
- Trong "cẩm nang" đồng thời cũng đề ra các hướng dẫn cụ thể cho các cấp chỉ huy các tiểu đoàn tên lửa về công tác chỉ huy, cách chọn giải nhiễu, chọn thời cơ phát sóng, cự ly phóng đạn, phương pháp bắn, phương pháp bám sát mục tiêu trong nhiễu...

Ngay trong chiến dịch, lực lượng phòng không Việt Nam tiếp tục tổng kết, rút kinh nghiệm và nhanh chóng phổ biến kinh nghiệm tới các đơn vị:
- Có thể lợi dụng những điểm yếu trong chiến thuật sử dụng B-52 của không quân chiến lược Mỹ: khi bay trong đội hình ban đêm, để giữ liên lạc với lực lượng tiêm kích yểm hộ để khỏi bị đâm nhau và bắn nhầm máy bay B-52 luôn phát tín hiệu vô tuyến và bật đèn để làm tiêu giữ cự ly giãn cách. Điều này đã bị đối phương khai thác triệt để, các đơn vị radar và tên lửa không phát sóng, chỉ mở máy thu định vị vẫn biết được tình hình di chuyển của các toán B-52. Các đơn vị tên lửa của Quân dội nhân dân Việt Nam chỉ phát sóng sục sạo tìm mục tiêu và sóng điều khiển tên lửa ở các thời điểm thuận lợi nhất.
- Chiến thuật gây nhiễu chủ động của Mỹ cũng có thiếu sót và bị đối phương khai thác tối đa: các máy gây nhiễu chủ động của không quân Mỹ chỉ tập trung trấn áp các tần số sóng của radar tên lửa và không quân mà không trấn áp các radar điều khiển các cỡ pháo cao xạ phòng không khác vì cho rằng các loại súng này không thể gây nguy hại cho B-52. Điều này đã được phòng không Quân đội Nhân dân Việt Nam khai thác triệt để: tất nhiên các radar của pháo phòng không không thể tích hợp điều khiển tên lửa, nhưng các số liệu của nó cho phép cân nhắc để khẳng định mục tiêu B-52. Đặc biệt các loại radar này đã góp phần phát hiện thủ đoạn của không quân Hoa Kỳ tạo tín hiệu B-52 giả để tiêu hao đạn tên lửa của Quân đội Nhân dân Việt Nam.

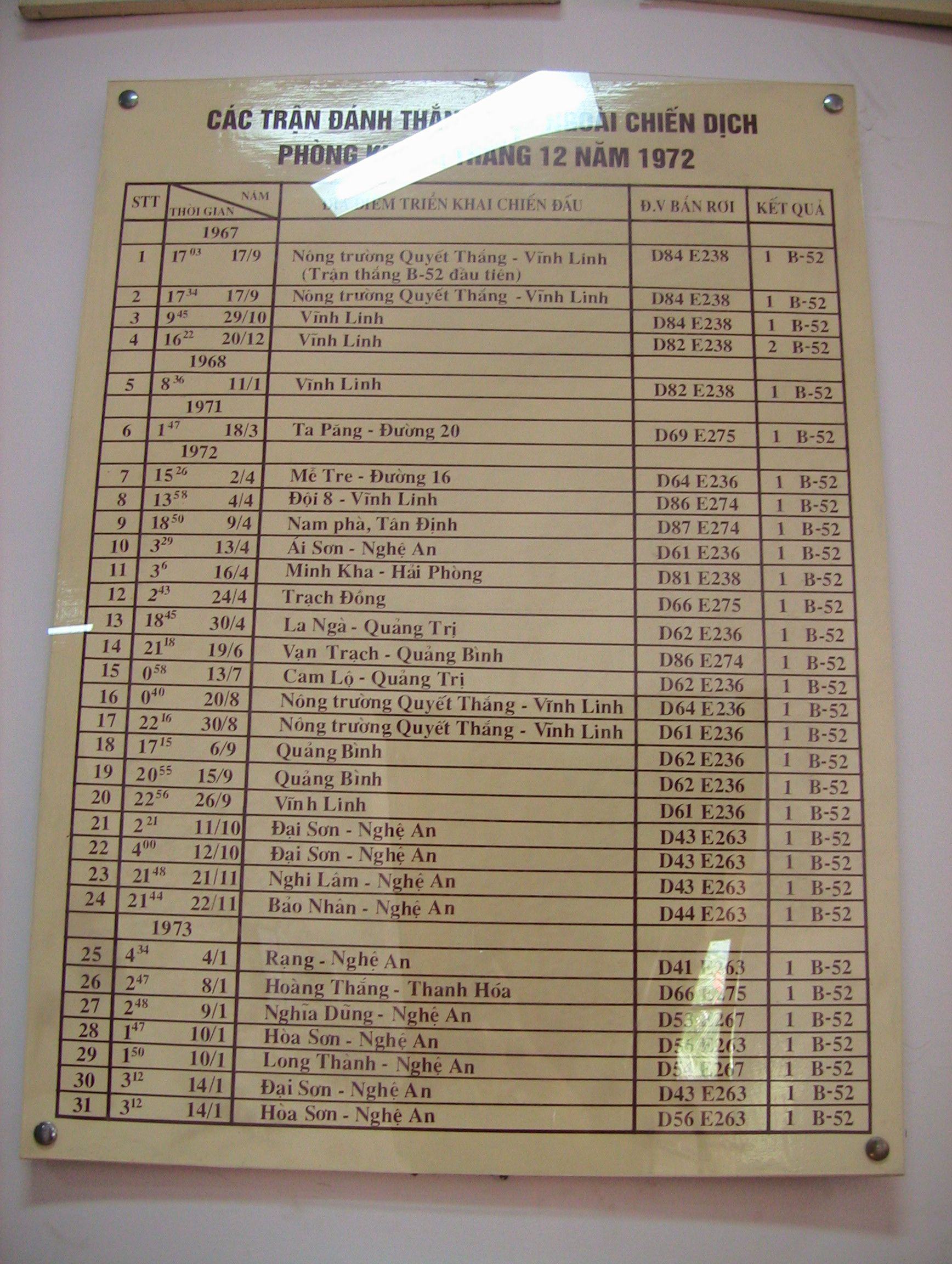
Số lượng máy bay B-52 bị phòng không không quân QDDNDVN bắn trúng theo thời gian ngoài chiến dịch Điện Biên Phủ trên không.

Thêm nữa phía Quân đội nhân dân Việt Nam nhận được sự giúp đỡ to lớn của Liên Xô về mặt kỹ thuật, cố vấn chiến thuật và đặc biệt là các thông tin tình báo cảnh báo sớm. Các toán máy bay B-52 cất cánh từ căn cứ tại đảo Guam trên Thái Bình Dương và các tin điện của Hải quân Mỹ trong vùng đều được Hải quân Xô Viết xác định và thông báo cho phía Việt Nam để họ có kế hoạch chuẩn bị.
Kết quả: ngay trong đêm tập kích đầu tiên 18 tháng 12 năm 1972 vào Hà Nội, lực lượng tên lửa bảo vệ Hà Nội đã bắn hạ 3 B-52 trong đó 2 chiếc rơi tại chỗ. Và càng chiến đấu lực lượng phòng không Bắc Việt Nam càng tự tin, hiệu suất chiến đấu càng nâng cao và đỉnh điểm là trận đánh nhau to đêm 26 tháng 12: Sau một ngày tạm nghỉ lễ Noel, không quân Mỹ huy động nỗ lực cao nhất thay đổi đường bay tập kích từ nhiều hướng dồn dập chủ yếu vào Hà Nội, sau hơn một giờ chiến đấu các lực lượng phòng không Hà Nội, Hải Phòng, Thái Nguyên bắn rơi 8 chiếc B-52. Trong đó tại Hà Nội Mỹ tung vào 48 chiếc bị bắn hạ 5 chiếc trong đó 4 chiếc rơi tại chỗ đạt hiệu quả chiến đấu rất cao.
Sau trận đêm 26 tháng 12, số phận của chiến dịch Linebacker II đã được định đoạt, cường độ tập kích của B-52 giảm hẳn, B-52 dạt ra ngoại vi đánh Thái Nguyên và các mục tiêu hạng hai để tránh "tọa độ lửa" Hà Nội, Hải Phòng... Tổng thống Richard Nixon ra tín hiệu đề nghị nối lại đàm phán và ngày 30 tháng 12 đã ra lệnh chấm dứt chiến dịch ném bom, quay lại đàm phán tại Paris và chấp nhận phương án cũ của hiệp định Paris mà phía Mỹ trước đó đã từ chối ký kết.
Trong chiến dịch Linebacker II, phía Việt Nam công bố đã bắn hạ 34 máy bay B-52, còn phía Mỹ chỉ công nhận mất 16 chiếc là những chiếc bị bắn rơi tại chỗ và những chiếc có phi công nhảy dù bị bắt sống (tức là Mỹ chỉ công nhận các trường hợp bị bắn rơi có nhân chứng, vật chứng rõ ràng).
Tổng cộng trong chiến dịch Linebacker II, đã có 729 phi vụ B-52 bay vào ném bom. Nếu tính theo số liệu của Việt Nam (34 chiếc B-52 bị mất) thì tỷ lệ B-52 bị hạ là 17%, nếu tính theo số liệu của Mỹ (16 chiếc B-52 bị rơi và 4 chiếc hỏng nặng) thì tỷ lệ B-52 bị hạ là 10%. Dù tính theo số liệu nào thì đây cũng là một tỷ lệ thiệt hại nặng cho không quân Mỹ.
Đến thập niên 1990, phía Mỹ trang bị lại cho loại máy bay này, các máy bay B-52 được trang bị tên lửa hành trình và sẽ phóng tên lửa từ xa, thậm chí không cần bay vào vùng trời mục tiêu. Phương án vũ trang này làm giảm nguy cơ bị bắn hạ của B-52, nhưng nó chỉ thích hợp với chiến tranh hạt nhân hoặc kiểu không kích đánh vào từng mục tiêu đơn lẻ. Với kiểu trang bị này, hiệu ứng tâm lý gây choáng do bom rơi dồn dập, khả năng hủy diệt hàng loạt mục tiêu khi ném bom rải thảm của B-52 sẽ không còn nữa.

## Đánh giá máy bay B-52
Ngoại trừ nhược điểm nhỏ trong thiết kế khi bố trí khẩu đại liên thừa thãi và vô dụng đằng sau đuôi, B-52 được xem là loại máy bay có hiệu quả, ổn định và có độ tin cậy cao. Nó còn được sử dụng cho tới tận ngày hôm nay trong lĩnh vực quân sự và nó cũng còn được cải tiến để phục vụ cho các mục đích khác như làm bệ phóng trên không chở các tên lửa đẩy phóng các vệ tinh loại vừa và nhỏ với chi phí thấp.
B-52 một thời được xem là niềm tự hào của các nhân viên công ty Boeing cũng như các chuyên viên kỹ thuật quân sự Mỹ.